# Alexia Aștelian
ALEXIA (nume real Alexia Aștelian, n. 27 mai 2003, Târgu Mureș, România) este o cântăreață de muzică pop din România.
Ea este mai cunoscută, printre altele, pentru hitul „Interstelar”, care a ocupat primul loc în topurile UPFR timp de trei săptămâni în iulie-august 2023.

## Cariera
În februarie 2016 Alexia Aștelian a participat la emisiunea de pe Antena 1 Next Star în sezonul 6.

## Discografie

### EP-UL
| Titlu      | Detalii despre album                                              |
| ---------- | ----------------------------------------------------------------- |
| Infinituri | - Lansare: 13 octombrie 2023 - Casa de discuri: ATOM - Format: CD |

### Single
| Titlu                         | Lansat                                         | Case de Discuri   | Album                            | În colaborare |
| ----------------------------- | ---------------------------------------------- | ----------------- | -------------------------------- | ------------- |
| „Cronic”                      | 4 martie 2020                                  | Global Records    | N/A                              | DJ Project    |
| „Pentru Tine”                 | 31 august 2020                                 | Global Records    | N/A                              | N/A           |
| „Infinity”                    | 30 septembrie 2020                             | Global Records    | N/A                              | Mindblow      |
| „Gemeni și Balanță”           | 2 aprilie 2021                                 | Global Records    | N/A                              | N/A           |
| „Monocrom”                    | 15 aprilie 2022                                | ATOM              | N/A                              | N/A           |
| „Privirea ta”                 | 22 iulie 2022                                  | ATOM              | N/A                              | N/A           |
| „Dansez”                      | 9 septembrie 2022 6 octombrie 2022 (videoclip) | Seek Music & ATOM | Portal & Portal (Deluxe Edition) | Amuly         |
| „Pe dos”                      | 11 noiembrie 2022                              | ATOM              | N/A                              | N/A           |
| „Interstelar”                 | 7 aprilie 2023                                 | ATOM              | N/A                              | N/A           |
| „Infinituri”                  | 19 septembrie 2023                             | ATOM              | Infinituri                       | Spike         |
| „Timizi”                      | 13 octombrie 2023                              | ATOM              | Infinituri                       | N/A           |
| „De dragul tău”               | 13 octombrie 2023                              | ATOM              | Infinituri                       | N/A           |
| „Ultimul apus”                | 13 octombrie 2023                              | ATOM              | Infinituri                       | N/A           |
| „Peste mari (și mai departe)” | 15 martie 2024                                 | ATOM              | N/A                              | N/A           |
| „Dans Nocturn”                | 28 iunie 2024                                  | ATOM              | N/A                              | N/A           |